# Monasterio de Mihai Vodă
El Monasterio de Mihai Vodă o Monasterio del Príncipe Miguel, fundado por Miguel el Valiente, es uno de los edificios más antiguos de Bucarest, Rumania. Fue construido en 1591, rodeado de muros de piedra, similar a una fortaleza. Los edificios del monasterio sirvieron para múltiples propósitos a lo largo del tiempo, como residencia de los líderes del país, hospital militar, escuela de medicina y sitio de los Archivos Nacionales de Rumania. Dentro del patio del monasterio solía haber un sitio arqueológico dacio, de más de 3,000 años, donde se encontraron cerámicas antiguas y otras reliquias.
En 1813, el monasterio de Mihai Vodă era "uno de los monasterios más grandes de Rumania". Entre 1908 y 1909, Cristofi Cerchez, jefe de arquitectura del Ministerio de Asuntos Religiosos, supervisó las obras del Archivo Estatal del Monasterio.
En 1985, durante el régimen comunista, el edificio de la iglesia se trasladó sobre rieles 285 metros al este hasta su ubicación actual en la calle Sapienței, junto a la calle Splaiul Independenței y el parque Izvor. Eso fue para dar paso a un centro cívico. Los claustros medievales y los edificios auxiliares fueron demolidos.
El monasterio de Mihai Vodă se ha incluido en la Lista de monumentos históricos de Rumanía y se ha clasificado bajo el código B-II-aA-19644.

## La leyenda de su origen
Una leyenda explica la motivación que llevó a la fundación del monasterio por parte de Miguel el Valiente. En un invierno muy frío, probablemente entre los años 1589 y 1591, Miguel, el hijastro de Pătrașcu cel Bun fue arrestado por el líder Alexandru cel Rău, quien lo acusó de haber conspirado para hacerse con el liderazgo del país.
Miguel fue llevado a la plaza de San Antonio para ser decapitado. El camino a la plaza pasaba por la Iglesia Albă Postăvari, junto a la Colina Spirei (en rumano, Dealul Spirei). Miguel, con el permiso de sus guardias, se detuvo para asistir a misa en la iglesia y se inclinó ante el icono de San Nicolás, prometiéndole construir un monasterio cerca si escapaba de la muerte.
Hay tres explicaciones de cómo Miguel escapó de la ejecución por parte de Alexandru cel Rău. El primero habla de un rescate pagado por 12 aristócratas. El segundo afirma que las cualidades físicas de Miguel, siendo alto y guapo, hicieron que el verdugo, al ver a Miguel, arrojara su hacha y huyera. Una tercera versión de los hechos dice que Miguel fue liberado luego de las protestas de los miembros de la comunidad que se habían concentrado en el lugar de la ejecución.
Una vez liberado, Miguel cumplió su promesa y construyó un monasterio.

## Galería

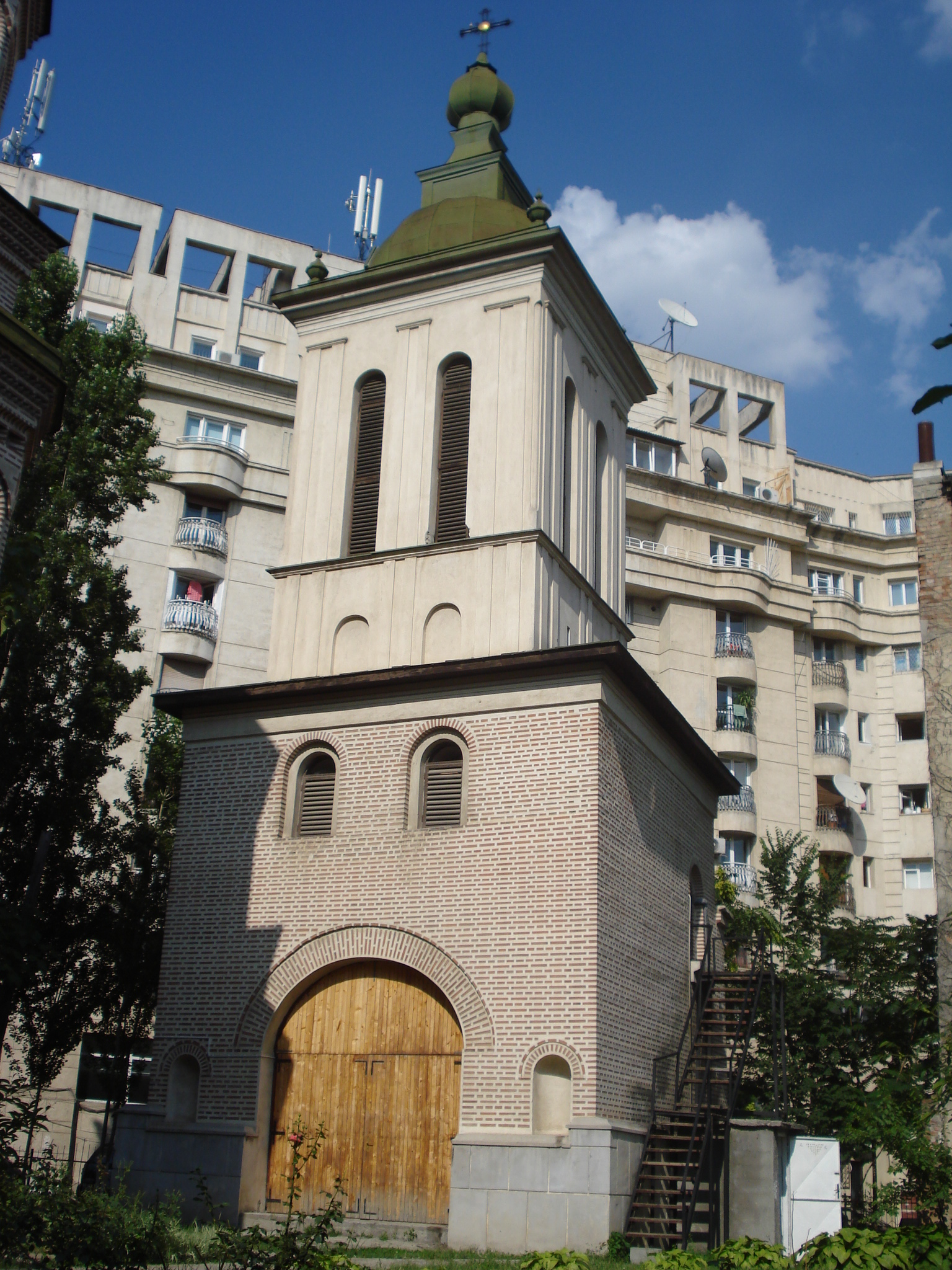
Campanario del monasterio
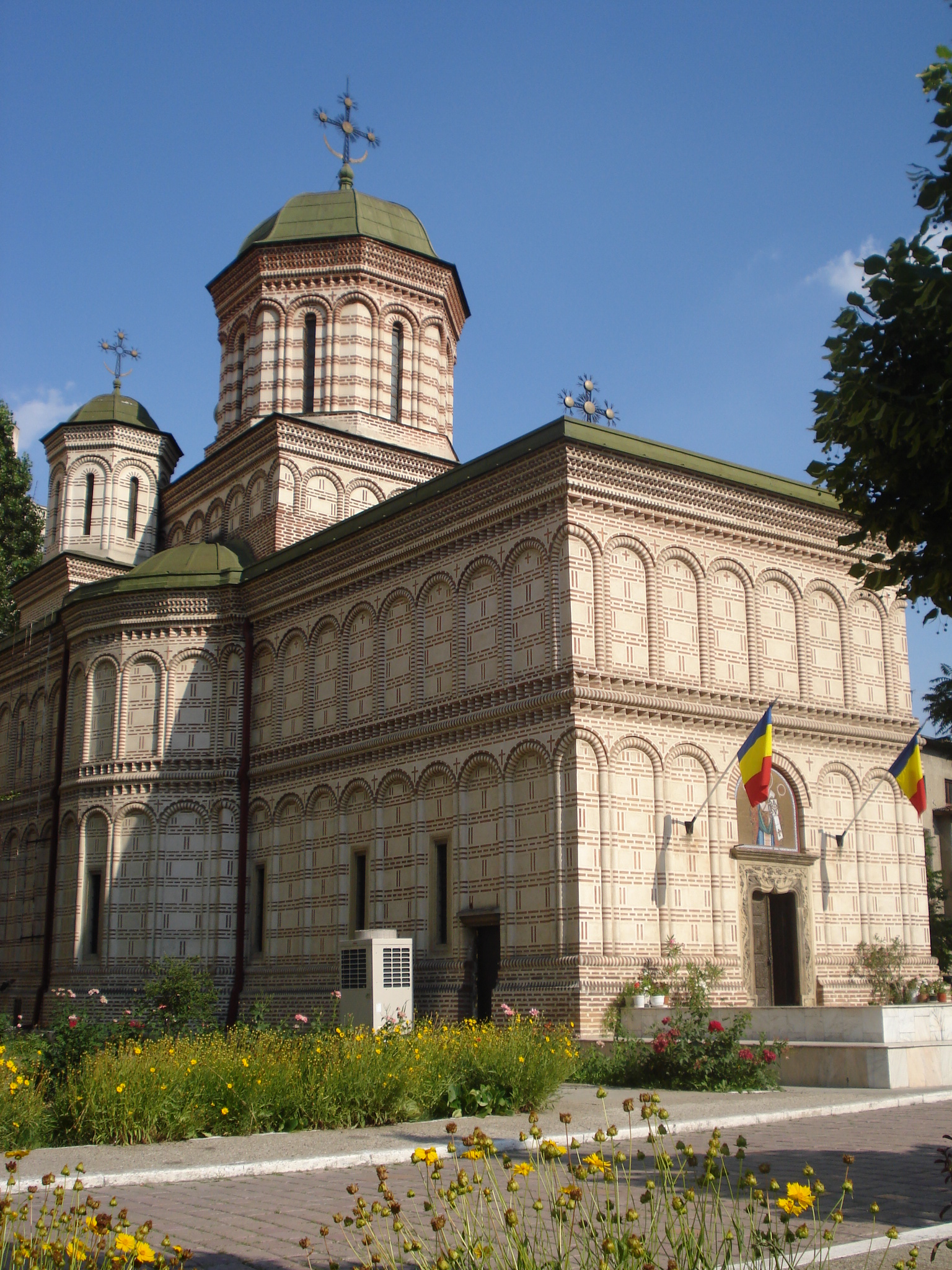
Monasterio
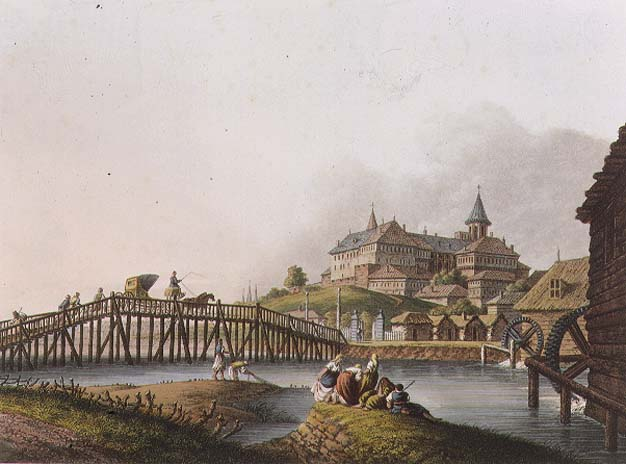
Pintura del puente sobre el río Dâmbovița que lleva al monasterio de Mihai Vodă